# تشاد كالب
تشاد كالب هو لاعب اللاكروس كندي، ولد في 5 فبراير 1982 في Arthur, Ontario ‏ في كندا.